# Seryoga

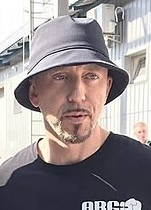

Seryoga (bürgerlich Sergei Wassiljewitsch Parchomenko; * 8. Oktober 1976 in Gomel, Weißrussische SSR) ist ein belarussischer Rapper.
Seryoga arbeitet und wohnt abwechselnd in Kiew und Charkiw, Ukraine. Den größten Erfolg hat der gebürtige Belarusse in Russland, wo er bereits drei Singles auf Platz 1 der russischen Charts platzieren und drei MTV Russia Awards gewinnen konnte. In vielen weiteren Ländern der GUS war er ebenfalls erfolgreich. In Belarus stehen seine Stücke auf dem Index.

## Karriere in der Heimat
Der Rapper wuchs in einer Arbeiterfamilie in Belarus auf.
Sein großer Erfolg in GUS-Ländern begann 2004 mit dem ersten Album Мой двор (Moj Dvor), das Platz 1 in der Ukraine, Russland und Belarus erreichte und setzte sich mit seinen internationalen Kooperationen wie z. B. mit Produzent Gilmano von Slow Jam durch. Über 900.000 offizielle Verkäufe wurden allein in Russland registriert, ca. 380.000 in Ukraine, ca. 20.000 CDs und 61.000 Kassetten in Belarus.
2005 schrieb Seryoga drei Songs für den russischen Blockbuster Shadow Boxing (Boy s tenyu), darunter den erfolgreichen Track King Ring, der 2006 bei den MTV Russia Movie Awards für den besten Filmsong nominiert wurde. Später nahm Seryoga das Lied Tamerlan zum Action-Kinohit Wächter des Tages – Dnevnoi Dozor auf, der Fortsetzung von 'Wächter der Nacht – Nochnoi Dozor'.
Im Dezember 2005 veröffentlichte Seryoga sein zweites Album Disco Malaria, das vom Berliner Produzenten Gilmano (Slow Jam) für Seryoga produziert wurde. Das Album wurde im November 2006 vom selben Produzenten neu überarbeitet und mit 8 neuen Tracks und 4 Remixes versehen.
Am 21. September 2006 moderierte Seryoga MTV Russia Music Awards in Sankt Petersburg. Bei der Verleihung präsentierte der Rapper einen eigens für die Awards geschriebenen Song.
2006 präsentierte Seryoga seine eigene Kollektion von Kangol-Hüten mit seinem Logo KingRing neben dem traditionellen Känguru-Zeichen. Außerdem hat der Rapper im Herbst 2006 einen exklusiven Promovertrag mit dem amerikanischen Modelabel Rocawear unterzeichnet.

## Internationale Karriere
Ende 2006 begann Seryoga erstmals Tonträger auch für den westeuropäischen Markt zu veröffentlichen. Dafür wurde sein Label KingRing in der EU registriert und ein weltweiter Vertrag mit EMI Music Publishing unterzeichnet.
Das erste Ziel dabei ist Deutschland, wo Seryogas Management testen will, ob es einen Markt für den russischen Rap gibt.
In Deutschland wurde Seryoga durch den Musiktitel 2Kaiser mit dem Frankfurter Rapper Azad bekannt. Seryoga gibt als Begründung, warum er sich Azad für die Zusammenarbeit ausgesucht hat, an, dass er die Karriere des deutschen Rappers bereits seit mehreren Jahren verfolge und dass dieser von allen ihm bekannten deutschen Rappern am nächsten sei. Die Single 2Kaiser wurde am 24. November 2006 veröffentlicht.
Am 15. Dezember veröffentlicht sein Label King Ring in Deutschland Seryogas erstes europäisches Album Russia's No. 1, das ebenfalls vom Produzenten Gilmano (Slow Jam) produziert und als Executive Producer begleitet wurde. Unterstützung bekommt er auf der Veröffentlichung durch Azad, und den Slow-Jam-Artists Rapturous, Eveleena und Skurril. Für die Single-Veröffentlichungen gab es diverse Zusammenarbeiten mit namhaften Remixern wie z. B. Shuko und Mastering Engineer Busy von True Busyness. Außerdem ist er auf der Sido-Single Ein Teil von mir mit einem Remix Featuring Part vertreten, er trat auch als Gast im Aggro Radio auf.
Im April 2007 war Seryoga zusammen mit B-Tight bei einigen Konzerten der Halt's Maul – Zahl Eintritt-Tour des Rappers Sido Support. Am 11. April war er mit Sido in der MTV-Show TRL zu Gast. Das Video zu seiner Single Gangsta No More konnte in den TRL Most Wanted bereits Platz drei erreichen.
Im Dezember 2007 wurde sein Song King Ring als Hintergrundmusik für den dritten offiziellen Trailer des Spiels Grand Theft Auto IV gewählt, zu dessen offiziellen Soundtrack er auch einige Lieder beisteuerte. Der Song 2 Kaiser ist im Film The Equalizer (2014) zu hören, auf dem offiziellen Soundtrack ist der Titel nicht vertreten.
Seryoga studierte Germanistik an der Hochschule Vechta und spricht daher fließend Deutsch.

## Diskografie

### Alben
- 2004: Мой Двор: Свадьбы & Похороны [Moj Dvor: Svadjby & Pochorony] (für die Ukraine und Belarus)
- 2004: Мой Двор: Спортивные частушки [Moj Dvor: Sportivnye Tschastuschki] (für Russland)
- 2005: Дискомалярия [Disco Malaria]
- 2006: Дискомалярия. Большая порция [Disco Malaria. Bolshaja Porzija] (Neuausgabe)
- 2008: Хроника парнишки с гомельских улиц
- 2014: 50 Оттенков Серого
- 2015: Феникс
- 2017: Какао белого цвета (als Полиграф ШарикOFF)
- 2020: Криминальное чтиво (als Полиграф ШарикOFF)
- 2024: Позитив корпоратив

### Remix-Alben
- 2005: А на танцполе нету свободных мест [A na tanzpole netu svobodnych mest]

### Kompilationen
- 2006: Russia's No. 1

### EPs
- 2003: Загубили Лялю
- 2017: Синглы

### Singles (Auswahl)
- 2005: Чёрный Бумер [Tschornyi Bumer]
- 2005: Заuziuzizo [Disco Malaria]
- 2005: Возле дома твоего [Voslje doma twajewo] (mit Max Lorens & Сацура)
- 2005: Barbeque
- 2006: 2Kaiser (mit Azad)
- 2006: In Da City (mit Culcha Candela)
- 2006: Миллион dollar [Million Dollar Song]
- 2007: Я-рэп (mit ST1M)
- 2007: Gangsta No More
- 2007: Liberty City: The Invasion
- 2008: Чики
- 2009: Кружим
- 2017: Гелик Вани (als Полиграф ШарикOFF)
- 2017: Какао Белого Цвета (als Полиграф ШарикOFF)
- 2017: Харизма (als Полиграф ШарикOFF)
- 2017: Только Секс (als Полиграф ШарикOFF)
- 2020: Черный Бумер (mit Dava)

### Sonstige
- 2006: Disco Malaria (Juice Exclusive CD #71)

## Auszeichnungen

### 2004
- zwei MTV Russia Music Awards Nominierungen: Best Hip-Hop Act, Best New Artist
- Künstler des Jahres („Choice of the year“, Belarus)

### 2005
- vier MTV Russia Music Awards Nominierungen: Best Hip-Hop Artist, Best Male Artist, Best Song, Best Ringtone
- MTV Russia Music Awards – Best Hip-Hop Artist
- MTV Russia Music Awards – Best Ringtone (King Ring)
- Goldenes Grammophon (Russian Radio Awards) für Черный Бумер
- Muz-TV Russia Music Awards – Best Ringtone (Черный Бумер)

### 2006
- Zwei MTV Russia Music Awards Nominierungen: Best Hip-Hop Artist, Best Male Artist
- Goldenes Grammophon (Russian Radio Awards) für Возле дома твоего (Vos´lje doma twojego)